# Liste der Kulturdenkmale in Blaubeuren
In der Liste der Kulturdenkmale in Blaubeuren sind Bau- und Kunstdenkmale der Stadt Blaubeuren verzeichnet, die im „Verzeichnis der unbeweglichen Bau- und Kunstdenkmale und der zu prüfenden Objekte“ des Landesamts für Denkmalpflege Baden-Württemberg verzeichnet sind. Dieses Verzeichnis ist nicht öffentlich und kann nur bei „berechtigtem Interesse“ eingesehen werden. Die folgende Liste ist daher nicht vollständig und beruht auf anderweitig veröffentlichten Angaben.

## Allgemein
- Bild: Zeigt ein ausgewähltes Bild aus Commons, „Weitere Bilder“ verweist auf die Bilder im Medienarchiv Wikimedia Commons.
- Bezeichnung: Nennt den Namen, die Bezeichnung oder die Art des Kulturdenkmals.
- Lage: Straßenname und Hausnummer oder Flurstücknummer des Kulturdenkmals, gegebenenfalls auch den Ortsteil. Die Grundsortierung der Liste erfolgt nach dieser Adresse. Der Link (Karte) führt zu verschiedenen Kartendiensten mit der Position des Kulturdenkmals. Fehlt dieser Link, wurden die Koordinaten noch nicht eingetragen. Sind diese bekannt, können sie über ein Tool mit einer Kartenansicht einfach nachgetragen werden. In dieser Kartenansicht sind Kulturdenkmale ohne Koordinaten mit einem roten bzw. orangen Marker dargestellt und können durch Verschieben auf die richtige Position in der Karte mit Koordinaten versehen werden. Kulturdenkmale ohne Bild sind an einem blauen bzw. roten Marker erkennbar.
- Datierung: Baubeginn, Fertigstellung, Datum der Erstnennung oder grobe zeitliche Einordnung entsprechend des Eintrags in der zuständigen Denkmaldatenbank (Landesamt für Denkmalpflege Baden-Württemberg).
- Beschreibung: Kurzcharakteristik des Kulturdenkmals.

## Liste

### Gesamtanlage Blaubeuren
| Bild           | Bezeichnung                                                     | Lage | Datierung                       | Beschreibung | ID |
| -------------- | --------------------------------------------------------------- | --- | ------------------------------- | --- | -- |
| Weitere Bilder | Stadtbefestigung                                                | | Mitte 13. Jahrhundert           | Geschützt nach § 12 DSchG |    |
| Weitere Bilder | Historischer Wasserlauf der Aach                                | (Aachgasse/Klosterhof) (Karte) |                                 | Erhaltenswerter Wasserlauf (Kulturdenkmal-Prüffall) |    |
|                | Handwerkerhaus, Teil der Stadtbefestigung                       | Aachgasse 2 (Karte) | 1576                            | Geschützt nach § 2 DSchG |    |
| Weitere Bilder | Gerberhaus, Teil der Stadtbefestigung                           | Aachgasse 3 (Karte) | Im Kern 15. Jahrhundert         | Geschützt nach § 12 DSchG |    |
| Weitere Bilder | Handwerkerhaus                                                  | Aachgasse 4 (Karte) | 1442                            | Geschützt nach § 2 DSchG |    |
|                | Wohnhaus                                                        | Aachgasse 5 (Karte) | 15. Jahrhundert                 | Erhaltenswertes Gebäude | BW |
|                | Wohnhaus, Teil der Stadtbefestigung                             | Aachgasse 6 (Karte) | 1696/97                         | Erhaltenswertes Gebäude; Stadtbefestigung ist Kulturdenkmal gemäß § 12 DSchG | BW |
|                | Ökonomiegebäude, Teil der Stadtbefestigung                      | Aachgasse 6a (Karte) | 1696/97                         | Erhaltenswertes Gebäude; Stadtbefestigung ist Kulturdenkmal gemäß § 12 DSchG | BW |
| Weitere Bilder | Wohn- und Handwerkerhaus »Hoher Wil«, Teil der Stadtbefestigung | Aachgasse 7 (Karte) | 1696/97                         | Geschützt nach § 28 DSchG |    |
|                | Gerberwerkstätte und Rindenmagazin, Teil der Stadtbefestigung   | Aachgasse 11 (Karte) | 1742                            | Geschützt nach § 28 DSchG | BW |
|                | Wohnhaus, Teil der Stadtbefestigung                             | Aachgasse 12 (Karte) | um 1510                         | Geschützt nach § 28 DSchG | BW |
|                | Gerberhaus, Teil der Stadtbefestigung                           | Aachgasse 13 (Karte) | 1598/99                         | Geschützt nach § 28 DSchG |    |
|                | Wohnhaus                                                        | Aachgasse 15 (Karte) |                                 | Erhaltenswertes Gebäude | BW |
|                | Wohnhaus und Gaststätte                                         | Alberstraße 1 (Karte) | 1905                            | Erhaltenswertes Gebäude | BW |
|                | ehemaliges Wasch- und Schlachthaus, Teil der Stadtbefestigung   | Auf dem Graben 15 (Karte) | 1737                            | Erhaltenswertes Gebäude; Stadtbefestigung Geschützt nach § 12 DSchG | BW |
|                | Wohnhaus                                                        | Baiergasse 10 (Karte) | 18. Jahrhundert                 | Erhaltenswertes Gebäude | BW |
| Weitere Bilder | Blautopf, Blau und Kanäle                                       | (Karte) | 18. Jahrhundert                 | Historische Wasserflächen mit Mühlen- und Kraftwerkfunktion; Erhaltenswerte Wasserfläche mit Funktionsbauwerken (Kulturdenkmal-Prüffall) |    |
|                | „Schimmelmühle“                                                 | Blaubergstraße 2, 2/1, 4, 4/1, Mühlweg 5, 7, 7/1 (Karte)                                                                                     | 16. Jahrhundert                 | Wohn- und Mühlengebäude »Schimmelmühle« (mit »Rappenmühle«) sowie Ökonomie Geschützt nach § 2 DSchG | BW |
|                | Wohnhaus, Teil der Stadtbefestigung                             | Blautopfstraße 1 (Karte) | um 1850                         | ehem. Revieramt, Kulturdenkmal-Prüffall; Stadtbefestigung ist Kulturdenkmal gemäß § 12 DSchG | BW |
|                | Gewölbekeller                                                   | Blautopfstraße 4/1 (Karte) | 1828                            | Erhaltenswertes Gebäudeteil | BW |
|                | Wohn- und Geschäftshaus                                         | Blautopfstraße 7 (Karte) | um 1850                         | Erhaltenswertes Gebäude | BW |
| Weitere Bilder | Hammerwerk                                                      | Blautopfstraße 9 (Karte) | 18. Jahrhundert                 | Geschützt nach § 28 DSchG |    |
|                | Eckturm der Klostermauer                                        | Dodelweg 2 (Karte) | nach 1883                       | Geschützt nach § 28 DSchG |    |
| Weitere Bilder | Ehemaliges Benediktinerkloster St. Johann                       | Dodelweg 2, Dodelweg Flstnr. 6/6, Klosterhof 1–11; Flstnrn. 1, 1/2, 2/1–2/10, 2/13, 3, 4/4, 6/1, 6/2, 7/3, 8, 8/1, 32, Wege 4/1, 4/3 (Karte) | 11. Jahrhundert                 | 1466–1501 weitgehend neu erbaut, nach der Reformation fiel das Kloster an die württembergischen Herzöge und wurde zum evangelischen Seminar, heute als altsprachliches Gymnasium genutzt. Erhalten und zur Besichtigung frei sind der Kreuzgang, die Klosterkirche und ein Museum auf dem Gelände. Geschützt nach § 12 DSchG |    |
|                | Wohnhaus, ehemals Gasthof »Rebstock«                            | Gerbergasse 1 (Karte) | 17. Jahrhundert                 | Erhaltenswertes Gebäude | BW |
|                | Ackerbürgerhaus                                                 | Gerbergasse 3, 4 (Karte) | um 1700                         | Geschützt nach § 2 DSchG | BW |
|                | Gasthaus »Zum Rad«, Wohnhaus                                    | Gerbergasse 7, 8 (Karte) | im Kern mittelalterlich         | Erhaltenswertes Gebäude | BW |
|                | Wohnhaus                                                        | Haldengasse 1 (Karte) | 1890                            | Erhaltenswertes Gebäude | BW |
|                | Bürgerhaus                                                      | Hirschgasse 1 (Karte) | 15. Jahrhundert                 | Geschützt nach § 2 DSchG | BW |
|                | Wohnhaus                                                        | Hirschgasse 3 (Karte) | 18. Jahrhundert                 | Erhaltenswertes Gebäude | BW |
|                | Gasthof »Zum Fass«                                              | Hirschgasse 6 (Karte) | um 1690                         | Erhaltenswertes Gebäude | BW |
|                | Handwerkerhaus                                                  | Hirschgasse 8 (Karte) | 15. Jahrhundert                 | Erhaltenswertes Gebäude | BW |
|                | Wohn- und Werkstatthaus                                         | Hirschgasse 9 (Karte) |                                 | Erhaltenswertes Gebäude | BW |
|                | Wohnhaus                                                        | Hirschgasse 10 (Karte) | 15. Jahrhundert                 | Erhaltenswertes Gebäude | BW |
|                | Gerberhaus mit Gewerbeanbau                                     | Hirschgasse 12 (Karte) | 17. Jahrhundert                 | Erhaltenswertes Gebäude | BW |
|                | Wohnhaus                                                        | Hirschgasse 13, 14 (Karte) | 17. Jahrhundert                 | Erhaltenswertes Gebäude | BW |
|                | Wohnhaus (Gerberhaus)                                           | Hirschgasse 15 (Karte) | 17. Jahrhundert                 | Erhaltenswertes Gebäude | BW |
|                | Wohn- und Geschäftshaus                                         | Karlstraße 1 (Karte) | 15. Jahrhundert                 | ehemaliges Gasthaus Geschützt nach § 2 DSchG |    |
| Weitere Bilder | Rathaus                                                         | Karlstraße 2 (Karte) | 1425                            | Geschützt nach § 28 DSchG |    |
|                | Bürgerhaus                                                      | Karlstraße 5 (Karte) | 15. Jahrhundert                 | ehemals Gasthof »Zum Engel« Geschützt nach § 28 DSchG | BW |
|                | Wohn- und Geschäftshaus                                         | Karlstraße 6 (Karte) | nach 1800                       | Erhaltenswertes Gebäude | BW |
| Weitere Bilder | Gasthaus »Adler« (auch »Schwarzer Adler«)                       | Karlstraße 8 (Karte) | 18. Jahrhundert                 | Geschützt nach § 2 DSchG |    |
|                | Wohn- und Geschäftshaus                                         | Karlstraße 9 (Karte) | 1717                            | Erhaltenswertes Gebäude | BW |
|                | Wohn- und Geschäftshaus                                         | Karlstraße 11 (Karte) | 18. Jahrhundert                 | Erhaltenswertes Gebäude | BW |
|                | Wohn- und Geschäftshaus                                         | Karlstraße 12 (Karte) | um 1770                         | Erhaltenswertes Gebäude | BW |
|                | Wohn- und Geschäftshaus                                         | Karlstraße 13 (Karte) | um 1740                         | Erhaltenswertes Gebäude | BW |
|                | Wohn- und Geschäftshaus                                         | Karlstraße 14,16 (Karte) | 17. Jahrhundert                 | Erhaltenswertes Gebäude | BW |
|                | Wohn- und Geschäftshaus                                         | Karlstraße 15 (Karte) | 17. Jahrhundert                 | ehemals Gasthof »Sonne«, erhaltenswertes Gebäude | BW |
| Weitere Bilder | Evangelische Pfarrkirche                                        | Karlstraße 17 (Karte) | 1495                            | ehemals „St. Peter und Paul“ Geschützt nach § 28 DSchG |    |
|                | Wohn- und Geschäftshaus                                         | Karlstraße 18 (Karte) | um 1600                         | ehemals Pfründhaus des Spitals Geschützt nach § 2 DSchG | BW |
|                | Wohnhaus, Teil der Stadtbefestigung                             | Karlstraße 19 (Karte) | um 1700                         | ehemals Pfründhaus, späteres Mesnerhaus Geschützt nach § 2 DSchG | BW |
|                | Spital zum „Heiligen Geist“. Teil der Stadtbefestigung          | Karlstraße 21 (Karte) | 15. Jahrhundert                 | Geschützt nach § 28 DSchG |    |
|                | Ehemalige Friedhofskapelle                                      | Karlstraße 21a (Karte) | um 1400                         | späteres Spitalarchiv Geschützt nach § 28 DSchG |    |
|                | Wohnhaus                                                        | Karlstraße 23 (Karte) | 1850                            | sog. »Grabenhaus« oder »Boleg’sches Haus« Geschützt nach § 2 DSchG | BW |
|                | Wohnhaus                                                        | Kirchplatz 5, 6 (Karte) | um 1700                         | Erhaltenswertes Gebäude | BW |
| Weitere Bilder | Klosterkirche „St. Johannes der Täufer“                         | Klosterhof 1 (Karte) | 1490–1501                       | Geschützt nach § 28 DSchG |    |
| Weitere Bilder | Klausur des ehemaligen Klosters                                 | Klosterhof 2 (Karte) | 1490–1501                       | Geschützt nach § 28 DSchG |    |
| Weitere Bilder | Bandhaus (Küferei) des ehemaligen Klosters                      | Klosterhof 5 (Karte) | 1478                            | Geschützt nach § 28 DSchG |    |
| Weitere Bilder | Torhaus des ehemaligen Klosters                                 | Klosterhof 4, 5 (Karte) | um 1500                         | Geschützt nach § 28 DSchG |    |
| Weitere Bilder | Remise des Forstamts                                            | Klosterhof 6 (Karte) | Anfang des 18. Jahrhunderts     | Kulturdenkmal als Teil der Sachgesamtheit »ehem. Kloster« Geschützt nach § 12 DSchG |    |
| Weitere Bilder | Forstmeisterei                                                  | Klosterhof 7 (Karte) | Anfang des 18. Jahrhunderts     | Kulturdenkmal als Teil der Sachgesamtheit »ehem. Kloster« Geschützt nach § 12 DSchG |    |
| Weitere Bilder | Ehemalige Klostervogtei (auch ehem. Kameralamt)                 | Klosterhof 8 (Karte) | 1510                            | Kulturdenkmal als Teil der Sachgesamtheit »ehem. Kloster« Geschützt nach § 12 DSchG |    |
|                | Ehemaliges Amtsgericht                                          | Klosterhof 9 (Karte) | 1853/54                         | Kulturdenkmal als Teil der Sachgesamtheit »ehem. Kloster« Geschützt nach § 12 DSchG | BW |
| Weitere Bilder | »Professorenhaus«                                               | Klosterhof 10 (Karte) | 1903–1904                       | Kulturdenkmal als Teil der Sachgesamtheit »ehem. Kloster« Geschützt nach § 12 DSchG |    |
| Weitere Bilder | Ehemaliges Badhaus des Klosters                                 | Klosterhof 11 (Karte) | um 1510                         | Kulturdenkmal als Teil der Sachgesamtheit »ehem. Kloster« Geschützt nach § 12 DSchG |    |
| Weitere Bilder | Klosterhof Brunnen                                              | Klosterhof (Karte) | um 1550                         | Kulturdenkmal als Teil der Sachgesamtheit »ehem. Kloster« Geschützt nach § 12 DSchG |    |
|                | Klostermauer                                                    | Klosterhof |                                 | Kulturdenkmal als Teil der Sachgesamtheit »ehem. Kloster« Geschützt nach § 12 DSchG |    |
|                | Wohnhaus                                                        | Klosterstraße 3 (Karte) | 15. Jahrhundert                 | ehemals Herberge des Klosters Geschützt nach § 12 DSchG |    |
|                | Wohn- und Geschäftshaus                                         | Klosterstraße 6 (Karte) | im Kern 15. Jahrhundert         | Erhaltenswertes Gebäude | BW |
| Weitere Bilder | Wohn- und Handwerkerhaus                                        | Klosterstraße 7 (Karte) | 1391                            | Geschützt nach § 2 DSchG |    |
|                | Wohn- und Geschäftshaus                                         | Klosterstraße 10 (Karte) | 1913                            | Erhaltenswertes Gebäude | BW |
| Weitere Bilder | Wohnhaus, »Matthäus-Alber-Haus« (Dekanat)                       | Klosterstraße 12 (Karte) | 1602                            | Geschützt nach § 28 DSchG |    |
|                | Wohnhaus                                                        | Klosterstraße 14 (Karte) | 18. Jahrhundert                 | Erhaltenswertes Gebäude | BW |
|                | Wohnhaus                                                        | Klosterstraße 16 (Karte) | Zweite Hälfte 19. Jahrhundert   | Erhaltenswertes Gebäude | BW |
|                | Wohnhaus                                                        | Klosterstraße 18 (Karte) | um 1600                         | Erhaltenswertes Gebäude | BW |
|                | Wohnhaus                                                        | Klosterstraße 19 (Karte) | 16. Jahrhundert                 | ehemalige Spitalscheuer Geschützt nach § 28 DSchG | BW |
|                | Wohnhaus                                                        | Klosterstraße 20 (Karte) | um 1730                         | Geschützt nach § 2 DSchG |    |
| Weitere Bilder | Gasthof »Zum Waldhorn«                                          | Klosterstraße 21 (Karte) | Mitte 19. Jahrhundert           | Erhaltenswertes Gebäude |    |
|                | Gartenhaus                                                      | Klosterstraße 21/1 (Karte) | 18. Jahrhundert                 | sog. »Waldhorn-Türmle« Geschützt nach § 2 DSchG |    |
|                | Wohnhaus                                                        | Küfergasse 1 (Karte) | um 1905                         | Erhaltenswertes Gebäude | BW |
|                | Wohnhaus, Teil der Stadtbefestigung                             | Küfergasse 3 (Karte) | 18. Jahrhundert                 | Kulturdenkmal-Prüffall | BW |
|                | Wohnhaus                                                        | Küfergasse 4 (Karte) | 18. Jahrhundert                 | Erhaltenswertes Gebäude | BW |
|                | Wohnhaus                                                        | Küfergasse 5 (Karte) | 16. Jahrhundert                 | Erhaltenswertes Gebäude | BW |
|                | Wohnhaus                                                        | Küfergasse 6 (Karte) | 17. Jahrhundert                 | Erhaltenswertes Gebäude | BW |
|                | Wohnhaus                                                        | Küfergasse 7 (Karte) | 1700                            | Erhaltenswertes Gebäude | BW |
|                | Wohnhaus, Teil der Stadtbefestigung                             | Küfergasse 9 (Karte) | 1580                            | Erhaltenswertes Gebäude, Stadtbefestigung Geschützt nach § 12 DSchG | BW |
|                | Ackerbürgerhaus, Teil der Stadtbefestigung                      | Küfergasse 24 (Karte) | 1687                            | Geschützt nach § 2 DSchG | BW |
|                | Wohnhaus                                                        | Küfergasse 25 (Karte) | 16. Jahrhundert                 | Geschützt nach § 2 DSchG | BW |
|                | Handwerkerhaus, Teil der Stadtbefestigung                       | Küfergasse 26 (Karte) | 18. Jahrhundert                 | Geschützt nach § 2 DSchG | BW |
|                | Wohnhaus                                                        | Lindenstraße 1 (Karte) | um 1850                         | Erhaltenswertes Gebäude | BW |
|                | Wohnhaus                                                        | Lindenstraße 6 (Karte) | um 1900                         | Erhaltenswertes Gebäude | BW |
| Weitere Bilder | Marktbrunnen                                                    | Marktstraße ( Flstnr. 169 ) (Karte) | 1815                            | Geschützt nach § 28 DSchG |    |
| Weitere Bilder | Gasthof »Zum Löwen«                                             | Marktstraße 1 (Karte) | 1846                            | ursprünglich auch »Zum Roten Löwen« Geschützt nach § 2 DSchG |    |
|                | Gasthof »Ochsen«                                                | Marktstraße 4 (Karte) | 1743                            | früher auch »Weißer Ochsen« Geschützt nach § 2 DSchG |    |
|                | Wohn- und Geschäftshaus                                         | Marktstraße 5 (Karte) | 18. Jahrhundert                 | Erhaltenswertes Gebäude | BW |
|                | Wohnhaus                                                        | Marktstraße 7 (Karte) | 17. Jahrhundert                 | Geschützt nach § 2 DSchG | BW |
|                | Ladenzone                                                       | Marktstraße 8 (Karte) | Frühes 20. Jahrhundert          | Erhaltenswertes Gebäudeteil | BW |
|                | Wohn- und Geschäftshaus                                         | Marktstraße 9 (Karte) | 1612                            | Erhaltenswertes Gebäude | BW |
|                | Wohnhaus                                                        | Marktstraße 11 (Karte) | 1660                            | Erhaltenswertes Gebäude | BW |
|                | Wohnhaus                                                        | Marktstraße 12 (Karte) | 15. Jahrhundert                 | Geschützt nach § 2 DSchG | BW |
|                | Bürgerhaus                                                      | Marktstraße 13 (Karte) | 1413                            | Geschützt nach § 2 DSchG | BW |
|                | Wohnhaus                                                        | Marktstraße 14 (Karte) | 17. Jahrhundert                 | Geschützt nach § 2 DSchG | BW |
|                | Wohnhaus                                                        | Marktstraße 15 (Karte) | 1735                            | ehemals Wirtschaft »Zum Husaren«, erhaltenswertes Gebäude | BW |
|                | Wohnhaus                                                        | Marktstraße 16 (Karte) | Spätes 17. Jahrhundert          | Geschützt nach § 2 DSchG | BW |
|                | Wohn- und Geschäftshaus                                         | Marktstraße 17, 18 (Karte) | 1685                            | Geschützt nach § 2 DSchG | BW |
|                | Wohn- und Geschäftshaus                                         | Marktstraße 19 (Karte) | 1671                            | Geschützt nach § 2 DSchG | BW |
|                | Wohnhaus                                                        | Marktstraße 21 (Karte) | 1682                            | Geschützt nach § 2 DSchG | BW |
|                | Wohnhaus                                                        | Marktstraße 22 (Karte) | 1680                            | Erhaltenswertes Gebäude | BW |
|                | Wohnhaus                                                        | Marktstraße 23 (Karte) | 1671                            | ehemaliges Handwerkerhaus Geschützt nach § 2 DSchG | BW |
|                | Wohn- und Handwerkerhaus                                        | Marktstraße 26/Rittergasse 16 (Karte) | um 1750                         | Erhaltenswertes Gebäude | BW |
|                | Handwerkerhaus                                                  | Marktstraße 26a (Karte) | 19. Jahrhundert                 | Erhaltenswertes Gebäude | BW |
|                | Wohnhaus, Teil der Stadtbefestigung                             | Marktstraße 27 (Karte) |                                 | Erhaltenswertes Gebäude, Stadtbefestigung Geschützt nach § 12 DSchG | BW |
|                | Teil der Stadtbefestigung                                       | Marktstraße 30 (Karte) |                                 | Geschützt nach § 12 DSchG | BW |
|                | Gasthof »Lamm«                                                  | Marktstraße 32 (Karte) | 18. Jahrhundert                 | ursprünglich »Güldenes Lamm« Geschützt nach § 2 DSchG | BW |
|                | Wohnhaus mit Werkstatt                                          | Marktstraße 37 (Karte) | im Kern vor 1500                | Erhaltenswertes Gebäude | BW |
|                | Wohnhaus                                                        | Marktstraße 38 (Karte) | 1726                            | Erhaltenswertes Gebäude | BW |
|                | Wohnhaus                                                        | Marktstraße 39 (Karte) | 1687                            | Erhaltenswertes Gebäude | BW |
|                | Wohnhaus                                                        | Mauergasse 3 (Karte) | 1788                            | ehemals katholischer Betsaal Geschützt nach § 2 DSchG | BW |
|                | Fabrikgebäude Spohn & Burkhardt                                 | Mauergasse 4 (Karte) | im Kern möglicherweise vor 1827 | Elektrotechnische Fabrik, erhaltenswertes Gebäude | BW |
|                | Teil der Stadtbefestigung                                       | Mauergasse 6 und 9 (Karte) |                                 | Geschützt nach § 12 DSchG | BW |
|                | Wohnhaus                                                        | Mauergasse 8 (Karte) | um 1690                         | Geschützt nach § 2 DSchG | BW |
|                | Wohn- und Geschäftshaus                                         | Metzgergasse 1 (Karte) | um 1700                         | Erhaltenswertes Gebäude | BW |
|                | Wohnhaus                                                        | Metzgergasse 3 (Karte) | um 1700                         | Erhaltenswertes Gebäude | BW |
|                | Wohnhaus                                                        | Metzgergasse 8 (Karte) | um 1700                         | Erhaltenswertes Gebäude | BW |
| Weitere Bilder | Maschinenhaus der Albwasserversorgungsgruppe III und Pumpwerk   | Mühlweg 2, 3 (Karte) | 1875                            | Geschützt nach § 2 DSchG |    |
|                | Ökonomiegebäude Mühlweg 4                                       | Mühlweg 4 (Karte) | vor 1900                        | Kulturdenkmal-Prüffall | BW |
|                | Wohn- und Mühlengebäude »Klausenmühle«                          | Mühlweg 6 (Karte) | 15. Jahrhundert                 | Geschützt nach § 2 DSchG | BW |
| Weitere Bilder | Pfarrhaus                                                       | Pfarrstraße 2 (Karte) | um 1890                         | Kulturdenkmal-Prüffall |    |
|                | Historische Wirtschaftsfläche                                   | Rittergasse/Lindenstraße (Karte) |                                 | Erhaltenswerte Freifläche | BW |
|                | Wohnhaus                                                        | Rittergasse 2 (Karte) | um 1500                         | Geschützt nach § 2 DSchG | BW |
| Weitere Bilder | Ehemaliges Oberamtsgebäude                                      | Rittergasse 3 (Karte) | 17. Jahrhundert                 | Geschützt nach § 28 DSchG |    |
|                | Wohnhaus                                                        | Rittergasse 9 (Karte) | um 1830                         | ehemals Gefängnis, Kulturdenkmal-Prüffall | BW |
|                | Wohnhaus                                                        | Rittergasse 10 (Karte) | um 1730                         | Erhaltenswertes Gebäude | BW |
|                | Wohnhaus                                                        | Rittergasse 14 (Karte) | um 1850                         | ehemals Gefängnis, Kulturdenkmal-Prüffall | BW |
|                | Wohngebäude mit Anbau                                           | Rittergasse 15 (Karte) | um 1740                         | Geschützt nach § 2 DSchG | BW |
|                | Wohn- und Geschäftshaus                                         | Webergasse 2 (Karte) | 18. Jahrhundert                 | Erhaltenswertes Gebäude | BW |
|                | Gasthof »Zum Grünen Baum« und Metzgerei                         | Webergasse 3 (Karte) |                                 | Erhaltenswertes Gebäude | BW |
| Weitere Bilder | Bürgerhaus                                                      | Webergasse 5 (Karte) | 1429                            | sog. »Großes Haus« Geschützt nach § 28 DSchG |    |
|                | Handwerkerhaus                                                  | Webergasse 7 (Karte) | Anfang 16. Jahrhundert          | Geschützt nach § 2 DSchG | BW |
|                | Wohnhaus                                                        | Webergasse 8 (Karte) | Anfang 16. Jahrhundert          | Erhaltenswertes Gebäude | BW |
|                | Wohnhaus                                                        | Webergasse 9 (Karte) | Mitte 15. Jahrhundert           | Geschützt nach § 2 DSchG | BW |
|                | Gasthof »Schwanen« und Bäckerei                                 | Webergasse 10 | 18. Jahrhundert                 | Erhaltenswertes Gebäude |    |
| Weitere Bilder | Bürgerhaus                                                      | Webergasse 11 (Karte) | um 1480                         | sog. »Kleines Großes Haus« Geschützt nach § 28 DSchG |    |
|                | Wohnhaus                                                        | Webergasse 14 (Karte) | 18. Jahrhundert                 | Erhaltenswertes Gebäude | BW |
|                | Wohnhaus                                                        | Webergasse 24 (Karte) | um 1850                         | Erhaltenswertes Gebäude | BW |
|                | Mehrfamilien-Wohnhaus                                           | Ziegelgasse 6 (Karte) | 1959                            | Erhaltenswertes Gebäude | BW |

### Außerhalb der Gesamtanlage Blaubeuren
| Bild           | Bezeichnung          | Lage                                          | Datierung | Beschreibung                | ID |
| -------------- | -------------------- | --------------------------------------------- | --------- | --------------------------- | -- |
|                | Schule               | Blaubeuren-Weiler, Günzelburgstraße 8 (Karte) |           | Geschützt nach § 2 DSchG    | BW |
| Weitere Bilder | Ruine Hohengerhausen | (Karte)                                       | um 1080   |                             |    |
| Weitere Bilder | Geißenklösterle      | (Karte)                                       |           | UNESCO-Weltkulturerbestätte |    |
| Weitere Bilder | Sirgensteinhöhle     | (Karte)                                       |           | UNESCO-Weltkulturerbestätte |    |